# طبل (قشم)
طبل، شهری در بخش حرا شهرستان قشم در استان هرمزگان ایران است. این شهر، مرکز بخش حرا است.

## جمعیت
بر پایه سرشماری عمومی نفوس و مسکن در سال ۱۳۹۵، جمعیت شهر طبل برابر با ۴٬۰۶۹ نفر (۱٬۰۵۱ خانوار) بوده است.